# Фейгін (персонаж)
Фейгін, в українському перекладі іноді — Фейджин (англ. Fagin) — вигаданий персонаж і один з другорядних антагоністів з роману Чарлза Дікенса «Пригоди Олівера Твіста». Лідер дитячої зграї вуличних грабіжників, куди волею долі потрапляє Олівер Твіст, і яких він навчає кишеньковим крадіжкам та іншим видам злочинів, в обмін на їжу і дах над головою. У передмові до роману Фейгін згадується як «збирач краденого», а в самому романі він описується як «веселий старий джентльмен», або просто «єврей».
Після виходу роману, слово «Фейгін» в англійській мові стало номінальним для позначення дорослої людини, яка використовує неповнолітніх з незаконними цілями.

## Опис
Уродженець Лондона, Фейгін подібний «якомусь огидному плазунові, народженому в грязі і в пітьмі». Він описаний як озлоблений, віроломний, «жадібний, скупий, ненаситний старий, приховувач краденого», який, по суті, розбещує юні душі, наставляє їх на шлях злодійства й обману, прищеплюючи їм свій образ думок і цинічні уявлення про життя, про людську природу. Зі слів іншого персонажа роману, Монкса, стає відомо що Фейгін вже виростив «десятки» злочинців з дітей. В романі є натяки, що один з головних антагоністів роману Білл Сайкс та його коханка-повія Ненсі також колись були учнями Фейгіна.
Ще однією характерною рисою Фейгіна є лицемірство — постійне і зовсім нещире звертання «мій любий» при розмові з іншими, а також повна відсутність моральних принципів. Фейгін може з легкістю донести владі на своїх колишніх спільників, якщо у нього виникне хоча б маленька підозра в їх неблагонадійності. Насправді, життя своїх підлеглих Фейгіна турбує мало.

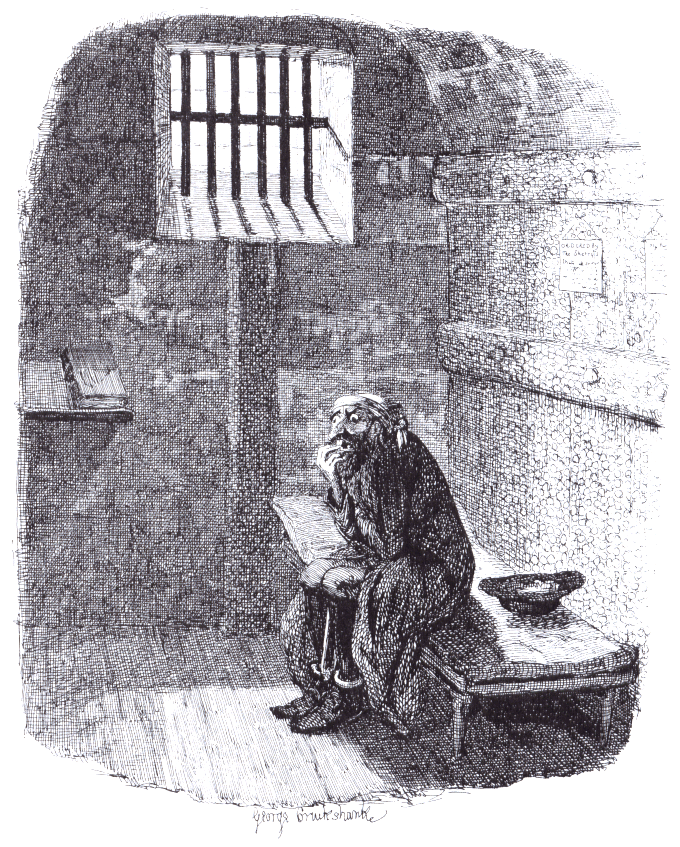
Фейгін у в'язниці

Ближче до кінця роману, Фейгіна заарештовують і засуджують до смертної кари, причому звістку про те що його повісять натовп біля будівлі суду зустрічає вибухом радості. Очікуючи на ешафот за ґратами, Фейгін поступово божеволіє від смутку, чим викликає у Олівера Твіста, якого привели востаннє побачитись з ним, почуття жаху та відрази.

## Прототип
Прототипом для Фейгіна став Айкі Соломон — злочинець і сучасник Дікенса, який за деякими даними навчав дітей кишеньковим крадіжкам, в обмін на їжу і укриття награбованого.
Ім'я для персонажа Дікенс взяв від свого друга, з яким він у молодості працював на фабриці з виробництва вакси.

## Звинувачення вантисемітизмі
Ще при житті Дікенса Фейгін став предметом запеклих дебатів щодо антисемітизму автора. У передмові до перевидання «Олівера Твіста» видавництвом Bantam Books Ірвінг Гоу написав що Фейгін є «архітиповим єврейським злодієм». Протягом перших 38 розділів книги до Фейгіна звертаються за його расовою та релігійною приналежністю 257 разів, називаючи його «єврей», і лише 42 рази використовуються звернення «Фейгін» або «старий». Сам Чарлз Дікенс стверджував що він не мав на увазі звинувачення проти єврейської віри, наголошуючи в листі: «я не маю іншого почуття до євреїв, крім дружнього. Я завжди добре говорю про них, будь то в суспільному чи приватному житті, і приношу своє свідчення (як я зобов'язаний зробити) про їхню досконалу сумлінність у таких угодах, які я коли-небудь мав з ними…». Причиною того, що Дікенс (який мав чудове уявлення про вуличне життя Лондона і дитячу експлуатацію того часу) зробив Фейгіна євреєм було «це, на жаль, правда того часу, до якого історія належить, що клас злочинця майже завжди був євреєм».
Згодом, у більш пізніх виданнях книги, Дікенс вирізав більшість посилань на єврейство Фейгіна, видаливши понад 180 разів використання слова «єврей» у першій редакції твору. В одному із своїх останніх публічних читань, у 1869 році, за рік до своєї смерті Дікенс очистив образ Фейгіна від усіх стереотипних карикатур.
Деякі сучасні літературознавці (наприклад, Пітер Акройд) виводять образ Фейгіна з традицій англійського єлизаветинського театру, де постать лихваря-єврея подавалася зазвичай у гротескному вигляді (найвідоміший приклад — Шейлок у комедії Шекспіра «Венеціанський купець»).
Див. також
- Пригоди Олівера Твіста